# هيوك
هيوك (بالتركية: Hüyük)‏ هي بلدة ومُديريَّة تقع في ولاية قونية بتركيا. تصل مساحتها إلى 549.1 كم²، وترتفع عن سطح البحر حوالي 1258 م.